# Machilipatnam
Machilipatnam là một thành phố và khu đô thị của quận Krishna thuộc bang Andhra Pradesh, Ấn Độ.

## Địa lý
Machilipatnam có vị trí 16°10′B 81°08′Đ / 16,17°B 81,13°Đ Nó có độ cao trung bình là 14 mét (45 feet).

## Nhân khẩu
Theo điều tra dân số năm 2001 của Ấn Độ, Machilipatnam có dân số 183.370 người. Phái nam chiếm 50% tổng số dân và phái nữ chiếm 50%. Machilipatnam có tỷ lệ 69% biết đọc biết viết, cao hơn tỷ lệ trung bình toàn quốc là 59,5%: tỷ lệ cho phái nam là 73%, và tỷ lệ cho phái nữ là 65%. Tại Machilipatnam, 10% dân số nhỏ hơn 6 tuổi.